# 엷은색잎귀쥐
엷은색잎귀쥐(Graomys domorum)는 비단털쥐과에 속하는 설치류이다. 아르헨티나와 볼리비아에서 발견된다.